# Sinocyclocheilus donglanensis
Sinocyclocheilus donglanensis är en fiskart som beskrevs av Zhao, Watanabe och Zhang 2006. Sinocyclocheilus donglanensis ingår i släktet Sinocyclocheilus och familjen karpfiskar. Inga underarter finns listade i Catalogue of Life.
Arten har fått sitt namn från häradet Donglan i Guangxi-provinsen, Kina.